# Sonia Sarfati
Pour les articles homonymes, voir Sarfati.
 (avril 2019).
Si vous disposez d'ouvrages ou d'articles de référence ou si vous connaissez des sites web de qualité traitant du thème abordé ici, merci de compléter l'article en donnant les références utiles à sa vérifiabilité et en les liant à la section « Notes et références ».
Sonia Sarfati (née le 29 mai 1960 à Toulouse) est une écrivaine, journaliste et animatrice de radio canadienne. 
Auteure en littérature jeunesse, elle a fait des études en biologie à l'Université de Montréal. Elle est également chroniqueuse littéraire pour La Presse.

## Œuvres
- Plante-atout, 1987
- Le Pari d'Agathe, 1988
- Sauvetages, 1989
- La ville engloutie, 1992
- Tricot, piano et jeu vidéo, 1992
- Chalet, secret et gros billets, 1993
- Les voix truquées, 1993
- Crayons, chaussons et grands espions, 1994
- La comédienne disparue, 1994
- Comme une peau de chagrin, 1995
- Maison, prison et folle évasion, 1996
- Les voix truquées, 1998
- Le cueilleur d'histoires, 1998
- Le manuscrit envolé, 1999
- Chevalier, naufragé et crème glacée, 1999
- Le prisonnier du donjon, 2000
- Panthère, civière et vive colère, 2000
- La princesse empoisonnée, 2000
- Le crocodile qui croquait les cauchemars, 2000
- Quand les monstres se montrent, 2001
- L'abominable homme des sables, 2001
- Barouf au pôle Nord, 2002
- Le couteau de Cousine, 2002
- Drôle de peau pour un cabot, 2002
- Je m'amuse et j'apprends avec Zeucat et le chevalier, 2002
- Mon petit diable, 2002
- Pas de toutou pour Loulou, 2002
- Un été avec les fantômes, 2003
- Comme une peau de chagrin, 2005
- Veronique
- Baie-Des-Corbeaux, 2018
- On tue la une (dir.), collectif de nouvelles, 2019.

## Honneurs
- Prix Alvine-Bélisle, pour Sauvetages[2]
- Prix du Gouverneur général du Canada, 1995, pour Comme une peau de chagrin[3]